# Ctenus scenicus
Ctenus scenicus är en spindelart som beskrevs av Lodovico di Caporiacco 1947. Ctenus scenicus ingår i släktet Ctenus och familjen Ctenidae.
Artens utbredningsområde är Guyana. Inga underarter finns listade i Catalogue of Life.